# Pombeiro (Pantón)
Pombeiro (llamada oficialmente San Vicente de Pombeiro) es una parroquia española del municipio de Pantón, en la provincia de Lugo, Galicia.

## Límites
Limita al norte con las parroquias de Atán, Seguín y San Pedro Félix de Cangas, al este con Cangas y Frontón, al sur con  Ribas del Sil y Moura, y al oeste con Peares, Olleros y Cova.

## Organización territorial
La parroquia está formada por veinticinco entidades de población, constando diecisiete de ellas en el nomenclátor del Instituto Nacional de Estadística español:

### Entidades de población
Entidades de población que forman parte de la parroquia:
- Amandi
- A Torre (A Torre de Vilamirón)
- Barreiro
- Barrio (O Barrio)
- Bazal
- Cancelo (O Cancelo)
- Cascaxide
- Cascortés
- Cibrisqueiros
- Mación
- Moredo
- O Torrón
- Outeiro
- Piúca (A Piúca)
- Presa (A Presa)
- Regueiro (O Regueiro)
- Ribas de Sil
- San Cosmede
- Souto (O Souto)
- Telleiros
- Touza (A Touza)
- Vilamirón

### Despoblados
Despoblados que forman parte de la parroquia:
- Penabeada (Penaveada)
- Priorato (O Priorato)
- San Pedro

## Demografía
| Gráfica de evolución demográfica de Pombeiro entre 2000 y 2020 |
|                                                                |
| Datos según el nomenclátor publicado por el INE.               |

## Patrimonio
En ella se encuentra el monasterio de San Vicente de Pombeiro, de origen románico. Parte de la parroquia se encuentra dentro del Lugar de importancia comunitaria del Cañón del Sil y 4,6 km² de las riberas de la parroquia están protegidas.